# Triphyllozoon munitum
Triphyllozoon munitum is een mosdiertjessoort uit de familie van de Phidoloporidae. De wetenschappelijke naam van de soort is voor het eerst geldig gepubliceerd in 1878 door Hincks.